# Плаксино (Псковский район)
Плаксино —  упразднённая деревня на территории Ядровской волости Псковского района Псковской области России.

## География
Расположена на берегу реки Дубина, в 8 км к юго-востоку от южной границы Пскова и деревни Черёха.

## История
Деревня Плаксино снята с учёта решением Псковского облисполкома № 41 от 7 февраля 1977 года, путём объединения с деревней Мазилино. Затем Плаксино не имея статуса населённого пункта числилось как деревня, с 2005 года, в соответствие с областным законом «Об установлении границ и статусе вновь образуемых муниципальных образований на территории Псковской области» в составе Ядровской волости. Законом Псковской области от 29.12.2014 № 1478-ОЗ упоминание о деревне Плаксино в законе Псковской области «Об установлении границ и статусе вновь образуемых муниципальных образований на территории Псковской области»" было исключено. Деревня Плаксино фактически включена в состав деревни Мазилино.